# Юефу (жанр)
Юефу́ (кит.: 乐府, піньінь: yuèfǔ) — жанр традиційної китайської ліричної поезії, що виник в епоху Хань (206 до н.е. — 220 до н.е.). Іноді термін «Юефу» переносять також і на поезію ци.

## Значення терміна
Спочатку Юефу мав два значення:
1. Китайська імператорська Музична палата (2 ст. до н. е. — 6 ст. н. е., з перервами), яка до реорганізації на рубежі 1 ст. до н. е.. — 1 ст. н. е.. збирала і записувала народні пісні.
2. Китайські народні пісні, записані за часів Музичної палати. Збереглося кілька сотень текстів Юефу.

## Загальна характеристика
За традицією юефу діляться на дві групи: юефу періоду Хань (2 ст. до н. е.. — 3 ст. н. е..) та північну і південну Юефу епохи «Шести династій» (4-6 століття), які значно різняться між собою.
Усередині цих груп традиція ділить юефу відповідно до форми виконання або місця побутування. Серед ханських юефу — пісні про кохання (в основному подружнього), швидкоплинність життя, про війну і народні бідування. Схожі з ними по тематиці епічні і лірико-епічні пісні типу балад («Вірші про дружину Цзяо Чжунціна» — про трагедії подружжя, яке розлучили рідні). Ханські юефу за формою тяжіють до п'ятистопного вірша. У 4-6 століттях юефу записувалися тільки на півдні від професійних співачок, купців, мандрівників і т. д. За мелодіям вони об'єднані в цикли. Південні юефу — любовна лірика. Вони барвисті, значну роль в них відіграє омонімічна метафора; написані п'ятистопним віршем. Північні юефу, набули впливу фольклору кочівників, які захопили Північний Китай, нечисленні, більшість їх пов'язана з військовою тематикою («Пісня про Мулань»). Серед юефу зустрічаються сміливі і злободенні афористичні пісні типу частівки (яо, тун'яо), які виконувалися, як правило, без музичного супроводу. У них виражена тема соціального протесту.

## Автори юефу
Авторські наслідування юефу були звичайно творчими. Запозичивши з народних пісень настрій або тему, образ чи деталь, поети найчастіше давали їм власну інтерпретацію. Тексти юефу дійшли до нас в обробленому вигляді, проте форми народної пісні протягом 8 століть простежуються досить яскраво. Юефу мали величезний вплив на китайську поезію.
Багато китайських поетів, серед яких — Цао Цао, Цао Пі, Цао Чжі, Лу Цзі, Бао Чжао, Лі Бо, Ду Фу, Бо Цзюй-і, Лі Хе, Вень Тін-Юня та інші наслідували юефу.
Радісний настрій, захопленість природою звучить в ханському юефу «На південь від річки»:
| Рву лотоси на південь від ріки — Які вони розкішні і яскраві! Загрались рибки серед їхніх стебел: Спочатку — вони на схід грають А там на захід від лотосів пірнають, А то південніше зненацька випливають, А потім і на північ від квітів повертають. |